# Broodje halfom
Een broodje halfom is een broodje met pekelvlees en gekookte lever, al dan niet met spekjes. De benaming komt van "broodje half-om-half", d.w.z. half om half belegd met twee soorten vlees, later ingekort tot "halfom".
Het broodje halfom is van oorsprong een Amsterdams-Joodse traditie, waarbij het (rund)vlees altijd koosjer moet zijn en geen boter wordt gebruikt. Al uit 1850 zijn Joods-Amsterdamse broodjeszaken bekend, die een broodje pekelvlees met lever voerden.